# Зелёный Гай (Волгоградская область)
Зелёный Гай — село в Камышинском районе Волгоградской области, в составе  Усть-Грязнухинского сельского поселения.
Село Зёленый Гай значится в списке населенных пунктов Камышинского района на 1 января 1972 года. Село относилось к Усть-Грязнухинскому сельсовету.

## География
Село находится в пределах Приволжской возвышенности, являющейся частью Восточно-Европейской равнины, на правом берегу реки Иловли, на высоте около 115 метров над уровнем моря. В период существования АССР немцев Поволжья на противоположном берегу Иловли располагался немецкий хутор Ней-Милле. Почвы: в пойме Иловли - пойменные засоленные, выше по склону - тёмно-каштановые.
По автомобильным дорогам расстояние до административного центра сельского поселения села Усть-Грязнуха составляет 10 км.
Часовой пояс
Зелёный Гай, как и вся Волгоградская область, находится в часовой зоне МСК (московское время). Смещение применяемого времени относительно UTC составляет +3:00.

## Население
| 1987 | 2002 |
| ---- | ---- |
| 120  | 73   |

| 2010 |
| ---- |
| 61   |